# Смаґув
Смаґув (пол. Smagów) — село в Польщі, у гміні Борковиці Пшисуського повіту Мазовецького воєводства.
Населення — 346 осіб (2011).
У 1975-1998 роках село належало до Радомського воєводства.

## Демографія
Демографічна структура станом на 31 березня 2011 року:
|          | Загалом | Допрацездатний вік | Працездатний вік | Постпрацездатний вік |
| -------- | ------- | ------------------ | ---------------- | -------------------- |
| Чоловіки | 187     | 32                 | 136              | 19                   |
| Жінки    | 159     | 17                 | 100              | 42                   |
| Разом    | 346     | 49                 | 236              | 61                   |